# Llombai (kommunhuvudort)
Llombai är en kommunhuvudort i Spanien.   Den ligger i provinsen Província de València och regionen Valencia, i den östra delen av landet, 300 km öster om huvudstaden Madrid. Llombai ligger 98 meter över havet och antalet invånare är 2 720.
Terrängen runt Llombai är kuperad söderut, men norrut är den platt.Runt Llombai är det tätbefolkat, med 266 invånare per kvadratkilometer. Närmaste större samhälle är Torrent, 19,2 km nordost om Llombai. Trakten runt Llombai består till största delen av jordbruksmark.